# Cáudice

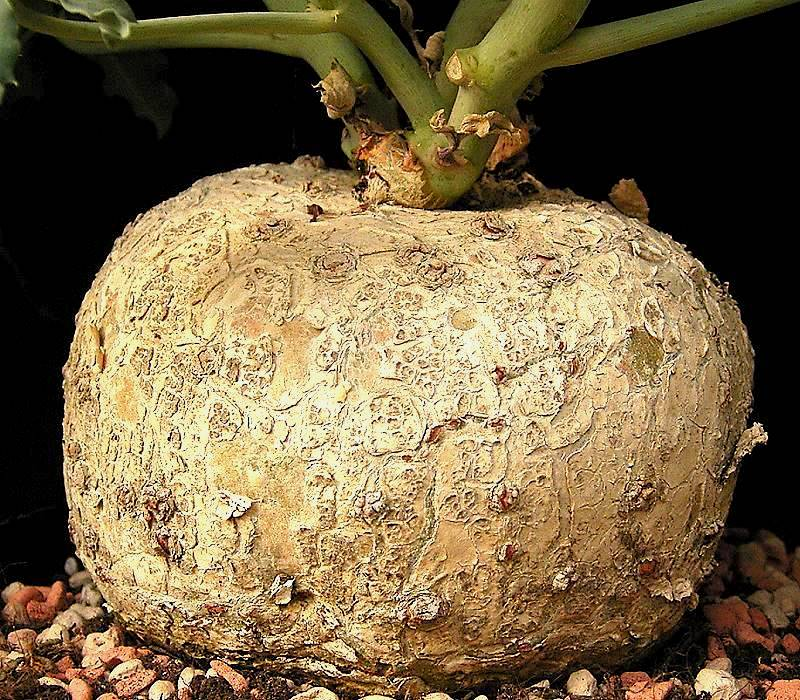
Cáudice de Jatropha cathartica

Cáudice (plural: cáudices) é uma forma morfológica de caule, tendo uma forma encurtada, espessada e perene podendo estar tanto no subsolo como no nível do solo (frequentemente lenhoso e não-fotossintético. Alguns cáudices apresentam uma forma inchada, com a finalidade de armazenar água, especialmente em plantas xerófitas. Ramos podem brotar do cáudex, folhas são geralmente mais sésseis próximas ao cáudex.

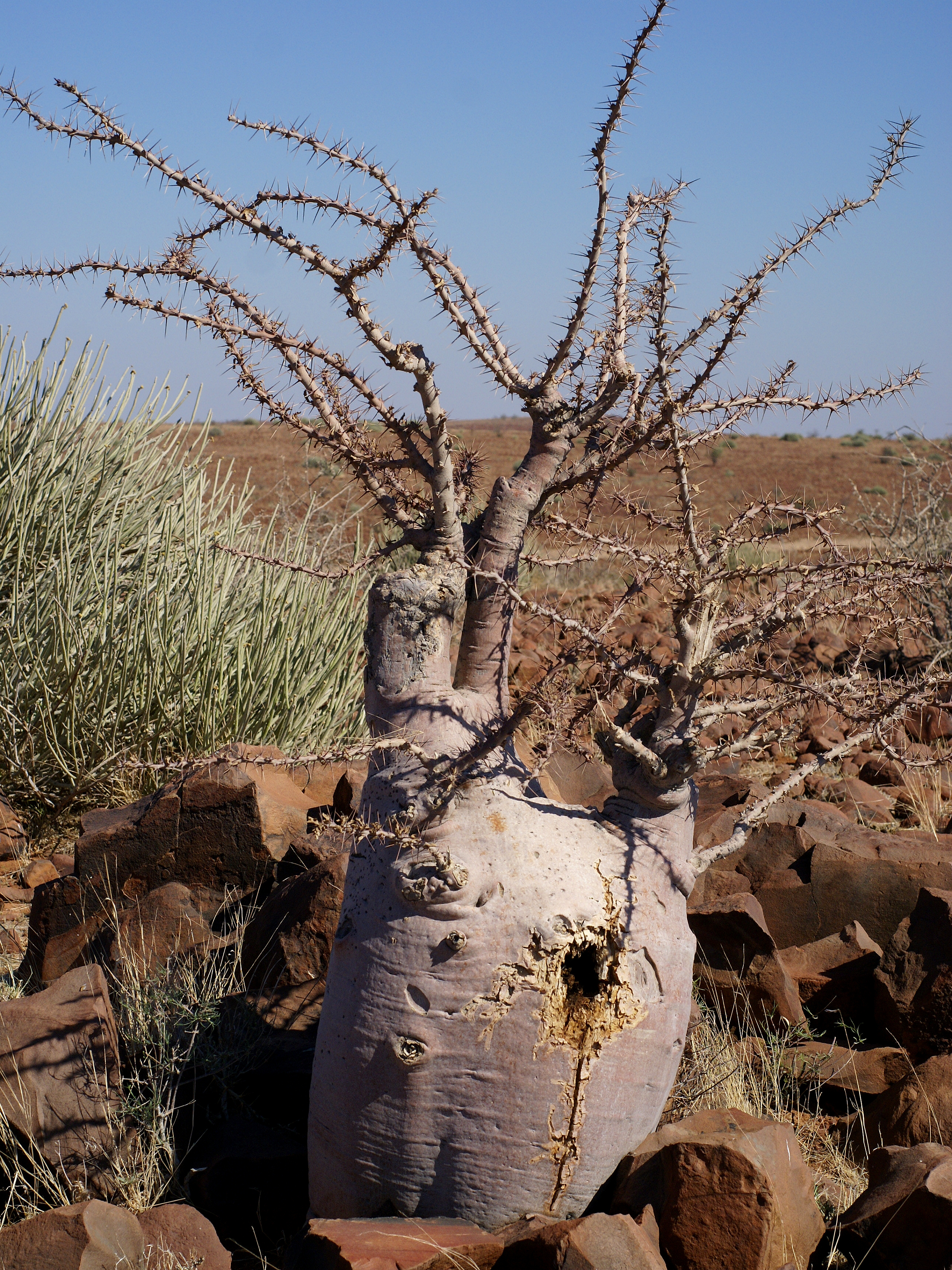
Pachypodium lealii, Namíbia

Caudiciforme descreve as plantas quais possuem um cáudex. Alguns gêneros que possuem cáudex são:
Adenia (família Passifloraceae), Beaucarnea (família Ruscaceae), Hydnophytum (família Rubiaceae), Jatropha (família Euphorbiaceae), Pachyrhizus (família Fabaceae), Adenium (família Apocynaceae).
O termo é usado também na descrição de certas plantas que possuem caule com morfologia diferente do típico caule das angiospermas dicotiledôneas, como palmeiras, fetos arborescentes e cicadáceas. O conceito é de difícil distinção em relação ao de xilopódio, sendo este último restrito aos tubérculos lenhosos e gemíferos de certas plantas vivazes adaptadas a um período de seca anual, que armazena água e nutrientes nesse período, possibilitando o brotamento de novos ramos ao fim do mesmo.

## Etimologia
Latim caudex, n.; tronco de árvore.